# Eduard Christoph Heinisch
Eduard Christoph Heinisch (* 14. Jänner 1931 in Wien; † 12. November 1999 in Salzburg), Pseudonym Adam Tintinger, war ein österreichischer Lyriker, Prosa-Autor, Satiriker und Journalist.

## Leben und Wirken
1945 übersiedelte er nach Vöcklabruck, wo er ab 1946 viele Jahre als Chemiker, Redakteur der Betriebszeitung Lenzella und ab 1980 Pressereferent in der Lenzing AG arbeitete.
Veröffentlichungen seiner Gedichte, Erzählungen und kulturpolitischen Essays erfolgten in in- und ausländischen Tages- und Wochenzeitungen sowie Kulturzeitschriften und Almanachen. Sein Libretto für das Severin-Oratorium wurde von Augustinus Franz Kropfreiter und jenes für die Februar-Kantate von Gunter Waldek vertont.
Bei der Wochenzeitung Die Furche war er satirischer Kolumnist. Beim ORF war er Mitarbeiter der Sendereihe ex libris. Ab 1973 gehörte der dem österreichischen P.E.N.-Club an. In Vöcklabruck gründete er 1974 den Literaturclub Confrontation, den er bis 1986 leitete und auf eine Liste namhafter Vortragender bei seinen Treffen verweisen konnte.
Im Februar 1968 nahm er an der von Hans-Joachim Kulenkampff moderierten Quiz-Sendung Einer wird gewinnen teil, schied jedoch in der ersten Runde knapp aus. Im Dezember 1968 wurde er nochmals eingeladen und scheiterte mit seiner Partnerin aus Ceylon  im Halbfinale.
Nach seiner Pensionierung übersiedelte er nach Grödig. Sein literarischer Nachlass befindet sich seit 2005 im Literaturarchiv der Österreichischen Nationalbibliothek.

## Werke
- Ein Tag bricht an, Gedichte 1950 bis 1953, Linz, 1954
- Der Kelch, Novellen, Linz, Oberösterreichischer Landesverlag, 1958
- Hochhaus: für Männerchor, Klavier und Orgel, vertont von Ernst Tittel, op. 72, 1959
- Kaltstart, Linz, 1969
- Aussagen, Linz, 1975
- Severin-Oratorium: Auftragswerk des Landes Oberösterreich für das Severin-Gedenkjahr 1982, vertont von Augustinus Franz Kropfreiter, Linz: Amt d. Oberösterreichischen Landesregierung, Abteilung Kultur, 1982
- Grüße vom Attersee: Eine Auswahl alter Ansichtskarten vom Attersee u. aus Vöcklabruck. 2. Aufl. (Hg.), Steyr: Ennsthaler, 1987
- Die fünfte Jahreszeit, Weitra, 2000
- Weihnacht, Weitra, 2001
- Offenlegungen, freundliche Satiren von Adam Tintinger, Weitra, 2001

## Auszeichnungen
- Silberne Feder des Verbandes für integrierte Kommunikation für das beste Printmedium (1981)